# Edward Akufo-Addo
Pour les articles homonymes, voir Akufo et Addo (homonymie).
Edward Akufo-Addo (1906-1979) est un juge, avocat et homme d'État ghanéen, héros de l'indépendance et ancien président de la République (1970-1972).

## Biographie
Edward Akufo-Addo est né le 26 juin 1906 à Dodowa en Région orientale.
Il fait partie, aux côtés d'Ebenezer Ako-Adjei, J. B. Danquah, Emmanuel Obetsebi-Lamptey, William Ofori Atta et Kwame Nkrumah, du groupe des « Big Six », connus pour son rôle important dans la lutte pour l'indépendance de la Côte-de-l'Or britannique en 1957.
Il a été le premier président de la Deuxième République du 31 août 1970 jusqu'au coup d'État du général Ignatius Kutu Acheampong le 13 janvier 1972.
Il est le père de Nana Addo Dankwa Akufo-Addo, ancien ministre de la Justice, ancien ministre des Affaires étrangères ghanéen, candidat malheureux du NPP aux élections présidentielles de 2008 et de 2012, président de la République depuis janvier 2017.
Edward Akufo-Addo est mort le 17 juillet 1979 à Accra de mort naturelle.